# فانلوسي

المناطق الإدارية في العاصمة الدانماركية كوبنهاغن

فانلوسي (Vanløse) إحدى المناطق الإدارية الخمس عشرة التي تتكون منها كوبنهاغن عاصمة الدانمارك .

## أعلام
- بيرثي نيومان